# یواس‌اس وایاندانس (اس‌پی-۳۵۹)
یواس‌اس وایاندانس (اس‌پی-۳۵۹) (به انگلیسی: USS Wyandance (SP-359)) یک کشتی بود که طول آن ۶۰ فوت ۱۱ اینچ (۱۸٫۵۷ متر) بود. این کشتی در سال ۱۹۰۵ ساخته شد.